# Wild Bill
Wild Bill er en amerikansk stumfilm fra 1923 af Clifford Smith.

## Medvirkende
- William S. Hart som Wild Bill Hickok
- Ethel Grey Terry som Calamity Jane
- Kathleen O'Connor som Elaine Hamilton
- James Farley som Jack McQueen
- Jack Gardner som  Bat Masterson
- Carl Gerard som Clayton Hamilton
- William Dyer som Horatio Higginbotham
- Bert Sprotte som Bob Wright